# Sadowo (Biskupiec)
Sadowo (deutsch Saadau) ist ein Dorf in der polnischen Woiwodschaft Ermland-Masuren. Es gehört zur Stadt- und Landgemeinde Biskupiec (Bischofsburg) im Powiat Olsztyński (Kreis Allenstein).

## Geographische Lage
Sadowo liegt in der Mitte der Woiwodschaft Ermland-Masuren, 32 Kilometer nördlich der früheren Kreisstadt Ortelsburg (polnisch Szczytno) bzw. 38 Kilometer nordöstlich der jetzigen Kreismetropole Olsztyn (deutsch Allenstein).

## Geschichte
Saadau gehörte 1374 zu den Gütern, die dem Ritter Menzel von Wildenau zu Lehnsrechten verschrieben wurden. 1397 wurde Philipp von Wildenau als Besitzer genannt. 1560 ging das Eigentum von der Familie von Wildenau an Andreas Jonas über. Es folgten bis in das 20. Jahrhundert hinein stetig wechselnde Eigentümer, bis 1931 die Ostpreußische Bau- und Siedlungsgesellschaft das 119,4 Hektar große Gut erwarb. Es entstanden 28 Siedlungen.
Im Jahre 1874 wurden die Landgemeinde Saadau und der gleichnamige Gutsbezirk als getrennte Kommunen in den neu errichteten Amtsbezirk Kobulten (polnisch Kobułty) im ostpreußischen Kreis Ortelsburg eingegliedert. Im Jahre 1910 zählte die Gemeinde Saadau 173, der Gutsbezirk Saadau 87 Einwohner. Am 30. September 1928 wurden die Landgemeinde und der Gutsbezirk Saadau zur neuen Landgemeinde Saadau zusammengelegt. Die Einwohnerzahl belief sich 1933 auf 314 und 1939 auf 316.
Aufgrund der Bestimmungen des Versailler Vertrags stimmte die Bevölkerung in den Volksabstimmungen in Ost- und Westpreussen am 11. Juli 1920 über die weitere staatliche Zugehörigkeit zu Ostpreußen (und damit zu Deutschland) oder den Anschluss an Polen ab. In Saadau (Dorf und Gut) stimmten 144 Einwohner für den Verbleib bei Ostpreußen, auf Polen entfielen keine Stimmen.
In Kriegsfolge wurde Saadau 1945 mit dem gesamten südlichen Ostpreußen an Polen überstellt und erhielt die polnische Namensform „Sadowo“. Heute ist das Dorf mit Sitz eines Schulzenamtes (polnisch Sołectwo) eine Ortschaft im Verbund der Stadt- und Landgemeinde Biskupiec (Bischofsburg) im Powiat Olsztyński (Kreis Allenstein), bis 1998 der Woiwodschaft Olsztyn, seither der Woiwodschaft Ermland-Masuren zugehörig.

## Kirche
Bis 1945 war Saadau in die evangelische Kirche Kobulten (polnisch Kobułty) in der Kirchenprovinz Ostpreußen der Kirche der Altpreußischen Union sowie in die katholische Pfarrkirche St. Johannes der Täufer Bischofsburg (Biskupiec) im damaligen Bistum Ermland eingepfarrt.
Der katholisch-kirchliche Bezug Sadowos zu Biskupiec, jetzt allerdings im Erzbistum Ermland gelegen, besteht heute noch. Die evangelischen Einwohner orientieren sich jetzt zu ihrer Pfarrkirche in Sorkwity (Sorquitten) mit der Filialkirche in Biskupiec, die zur Diözese Masuren der Evangelisch-Augsburgischen Kirche in Polen gehört.

## Verkehr
Sadowo ist auf einer Nebenstraße zu erreichen, die von der polnischen Landesstraße 16 bei Borki Wielkie (Groß Borken) abzweigt und direkt in den Ort führt. Eine Anbindung an den Bahnverkehr besteht nicht.